# 리 (수)

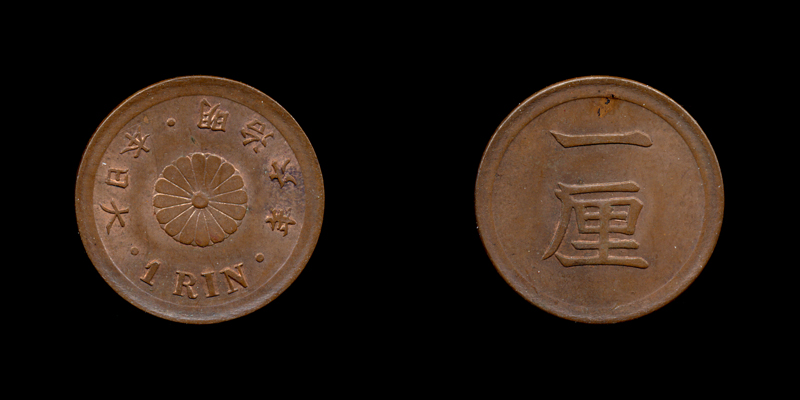
1873년 당시의 일본에서 발행된 1린(厘) 짜리의 동화이다. 따라서 메이지 유신 이래 일본에서의 기초적인 최소 통화로 유통시켰지만 지금은 아니다.

리(厘 린[*]) 또는 리(釐)는 숫자 중에서 1을 기준으로 하여 작은 수의 단위인 분 다음으로 작은 수이다. 이와 같이 기존의 양에 비례하여 비율을 따져서 매겨질 경우, 1/100의 비율을 매기는 단위이기도 하나, 센(錢, 전이라고도 함)보다도 한수 아래인 걸 감안, 1/10의 단위로 매겨지는 것이 기본이다. 따라서 척관법에서는 주로 분량 단위를 위주로 사용하고 있는 것으로 보이게 된다. 다만 본디의 한자 자형은 釐이다. 따라서 厘라는 한자는 통상적으로 속자에 속하게 된다.
그래서 리는 미터법 상으로 볼 때 센티미터(c)를 위주로 이용되고 있는 단위이기 때문에, 한자로는 대개 방(旁)으로 풀이하게 된다. 쉽게 말하고자 하면 숫자의 1 단위의 아래가 되기 때문에 할, 푼, 리와 같은 개념이 된다.

## 금전의 단위
금전의 단위로 쓰이는 일본의 통화인 린은 1엔의 1/1000이자 1센의 1/10 단위로 매겨지는 것이 보통이기도 하다. 다만, 통화의 보조 단위상에서 그렇게 설정되어 있다. 그리고 메이지 시대 초엽부터 기존의 엔, 센(銭)과 더불어, 3대 통화 단위이기도 하다. 제정되었을 당시 일본에서 전보다 더 아랫급을 둔 통화이기도 하며, 메이지 시대 이래 발행된 린 단위의 통화는 1린, 5린 짜리 주화가 주로 발행되었다. 그래서 1873년에는 1린 짜리 동전을 발행시켰고, 다이쇼 5년에 발행된 5린 짜리 청동화까지도 선보인 것이 린(厘)인 것으로 보이게 된다. 태평양 전쟁 패망 직후였던 1953년에는 소액통화의 정리 및 지불금의 끝자리 수에 따른 계산 관련 법률이 제정되면서, 엔보다 더 낮은 급의 소액 단위가 말소되었기 때문이다. 그래서 기본적인 단위를 엔(円)으로 하고, 센은 당분간 부수되어 있는 것으로 하되 린은 폐기한다는 정책을 두었기 때문이다. 중일 전쟁 시절에 선보인 엽서의 가격을 1전 5린이라고 부르는 것도 이와 연관되었던 것으로 보이게 된다.

## 조선시대
《경국대전》에 ‘황종관에 물의 중량 88분을 기준하였는데, 10리(釐)가 1분(分)이고, 10분이 1전(錢)이고, 10전이 1량(兩)이고, 16량이 1근(斤)이다’라고 기록되어 있다.

## 같이 보기
- 명수법
- 수의 크기
- 수 목록
- 단위 목록(일본어판)
- -2
- 일본 엔